# منتخب صربيا والجبل الأسود لهوكي الجليد للناشئين
منتخب صربيا والجبل الأسود لهوكي الجليد للناشئين هو ممثل صربيا والجبل الأسود الرسمي في المنافسات الدولية في هوكي الجليد للناشئين
.